# キエフ・スポーツ宮殿
キエフ・スポーツ宮殿(キエフスポーツきゅうでん；ウクライナ語:Київський Палац спорту)は、ウクライナの首都キーウ市内ドニエプル川右岸にある屋内スポーツ施設である。

## 概要
キエフ・スポーツ宮殿は、ウクライナ・ソヴィエト社会主義共和国時代の1960年12月9日、キーウ中心部に近いチェレパン山麓に建設された。宮殿の設計は、ムィハーイロ・フレーチナとオレクシイ・ザヴァロフの指導のもと行われた。デザインは、ロシア構成主義に沿った簡潔なスタイルが採用された。
施設は1982年から改修工事が行われ、設備が近代化された。1989年には独自採算制に移行され、ヴィークトル・ヴィークトロヴィチ・トカチェーンコが責任者となった。
この施設は屋内競技場やジムに加え、ウクライナ最大規模となるコンサート場も備えていた。このホールでは、ソ連およびウクライナ・ロシアなど独立国家共同体のアーティストの他、ディープ・パープル、a-ha、ビッグ・カントリー、カーディガンズなどの海外のバンドも公演を行っている。
また、商業フェアや国際展覧会の開催も行われている。2005年には、第50回大会となるユーロビジョン・ソング・コンテスト2005が開催された。それに合わせて設備も欧州放送連合規格に改修され、観客6000名と報道陣2000名が収納可能となった。今後は、ヨーロッパでも屈指の展覧会設備となることが目指されている。
2010年10月から2011年4月にかけて、アイスホッケー世界選手権のために再び改修された。座席が青と黄色の国旗をモチーフにした色に取り換えられたほか、更衣室、照明設備や防火設備、空調設備、四面スコアボードの更新がなされた。スポーツ試合に用いられる場合6800人、コンサートに用いられる場合9800人を収容できるようになった。